# HD 85512 b
HD 85512 b（またはグリーゼ370b）は、K型主系列星であるHD 85512を公転する太陽系外惑星である。地球からはほ座の方向に約36光年離れている。
下限質量が3.6 M⊕のスーパーアースで、発見当時は既知の系外惑星の中で最も質量が小さい部類に入るものだった。また、2011年時点ではグリーゼ581dと共に居住するのに最適な太陽系外惑星の候補と考えられていた。

## 特徴

### 惑星
この惑星の下限質量は地球の質量の3.6 ± 0.5倍で、地球型惑星（岩石惑星）の可能性がある。アルベドを0.3と仮定した場合、放射平衡温度は298 K (25 ℃) と推測される。ただし大気の状況によって表面温度は平衡温度とは必ずしも一致しない。
この惑星は恒星から0.26 auの場所を公転している。惑星の大気上限には太陽定数の約1.8倍の仕事率で恒星から放射エネルギーが到達する。公転周期は58.43±0.13日で、自転周期と公転周期が等しくなる潮汐ロックが起こっている可能性がある。

### 恒星
この惑星はスペクトル分類K5V型の恒星グリーゼ370 (HD 85512) の周囲を公転している。この恒星は質量が太陽の0.69倍、表面温度は4715 Kで、光度は0.126太陽光度、彩層活動性指標から推定した年齢は56.1±6.1億年になる。比較として太陽は温度が5778 K、年齢が46億年である。
この恒星の視等級は+7.67であり、肉眼では見えないが、高性能の双眼鏡を使えば見ることも可能である。しかし、日本からほ座を見ようとしても一部分しか見えないのでこの星を観測するのは難しい。

## 居住性と気候

HD 85512 b の軌道と恒星のハビタブルゾーン

2011年、Kalteneggerらは、放射平衡温度が270 K（-3 ℃）以下であることをハビタブル惑星の条件と仮定し、この惑星が円軌道である場合アルベドが0.48以上、軌道離心率が0.11±0.10の楕円軌道であればアルベドが0.52±0.05以上であることが条件を満たすために必要だと推定した。必要なアルベドの下限は、昼半球から夜半球へ熱が効率よく分配されるかどうかに影響される。地球のように高速で自転する惑星では上記の値となるものの、潮汐ロックが生じて自転が遅くなっている場合はより高いアルベドが必要になるかもしれない。
この惑星は恒星から0.26AUの位置を周回しており、この距離はこの恒星のハビタブルゾーンの内側の限界付近だと考えられている。もしこの惑星の50%以上が雲に覆われていれば、過熱が防がれ、居住可能性は増すと考えられている。
一方で、2013年にKopparapuらが発表した新しいハビタブルゾーンの範囲では、この惑星は高温のゾーンに分類されるため、ハビタブルでない、つまり居住に適していないと考えられている。

## 発見
この惑星はヨーロッパ南天天文台 (ESO) が運用するチリのラ・シヤ天文台のESO 3.6m望遠鏡と分光器HARPSを用いて発見された。発見には恒星のわずかな変動を検知しその惑星の存在を間接的に発見するドップラー分光法が用いられた。発見を報告するジュネーブ天文台のフランチェスコ・ペペを筆頭著者とする論文は、2011年8月17日にプレプリントとしてarXivに投稿され、同年10月にアストロノミー・アンド・アストロフィジックスに掲載された。内容はHD 20794・HD 85512・HD 192310の3つの惑星系の発見を合わせて報告したものだった。
発見論文がarXivに投稿されたのと同じ日、HD 85512 bの居住可能性について論じたKalteneggerらの研究がarXivに投稿された。この研究には発見論文の著者の中からペペとUdryが共著者として名を連ねている。